# ソルジャーズ・アンダー・コマンド
『ソルジャーズ・アンダー・コマンド』（Soldiers Under Command）は、アメリカ合衆国のヘヴィメタル・バンド、ストライパーが1985年に発表した、初のフルレングス・スタジオ・アルバム。

## 背景
1984年のデビューEP『イエロー・アンド・ブラック・アタック』（本作のリリース後の1986年には、曲数を追加してフルレングス・アルバムとして再発された）に続く作品である。タイトル曲は「神の指揮下の兵士」を意味しており、音楽的にはジューダス・プリーストからの影響が反映された。

## 反響・評価
アメリカでは1985年11月30日付のBillboard 200で最高84位を記録し、最終的には合計64週トップ200入りするロング・ヒットとなって、1988年4月にはRIAAによりゴールドディスクの認定を受けた。日本のオリコンLPチャートでは2週トップ100入りし、最高78位を記録した。
アレックス・ヘンダーソンはオールミュージックにおいて5点満点中3点を付け「"The Rock That Makes Me Roll"や"Surrender"のような、艶やかだが激しいポップ・メタル曲は、明らかにキリスト教の布教を目的としているが、非クリスチャンを責めているわけでも、他の宗教を非難しているわけでもない」「『イエロー・アンド・ブラック・アタック』と同様、アップテンポの曲は悪くないが、バラードは弱い」と評している。

## 収録曲
特記なき楽曲はマイケル・スウィート作。
1. ソルジャーズ・アンダー・コマンド - "Soldiers Under Command" (Michael Sweet, Robert Sweet) - 5:03
2. メイクス・ミー・ウォナ・シング - "Makes Me Wanna Sing" - 2:53
3. トゥギャザー・フォーエヴァー - "Together Forever" - 4:04
4. ファースト・ラヴ - "First Love" - 5:51
5. メイクス・ミー・ロール - "The Rock That Makes Me Roll" - 5:02
6. リーチ・アウト - "Reach Out" (M. Sweet, R. Sweet) - 5:22
7. リアル・ラヴ - "(Waiting for) A Love That's Real" - 4:37
8. 愛ある限り - "Together as One" - 5:05
9. サレンダー - "Surrender" - 4:30
10. リパブリック讃歌 - "Battle Hymn of the Republic" (Julia Ward Howe) - 2:37

## 参加ミュージシャン
- マイケル・スウィート - ボーカル、リードギター、リズムギター
- オズ・フォックス - リードギター、リズムギター、バッキング・ボーカル
- ティム・ゲインズ - ベース、キーボード、バッキング・ボーカル
- ロバート・スウィート - ドラムス

アディショナル・ミュージシャン
- ジョン・ヴァン・トングレン - キーボード(on #8)
- クリストファー・キュレル - シンクラヴィア・プログラミング(on #10)
- リンダ・マレン、ドリス・カステナダ、タミー・トーマス - バッキング・ボーカル(on #10)